# Халупкі (Заверцянський повіт)
Халупкі (пол. Chałupki) — село в Польщі, у гміні Щекоцини Заверцянського повіту Сілезького воєводства.
Населення — 55 осіб (2011).
У 1975-1998 роках село належало до Ченстоховського воєводства.

## Демографія
Демографічна структура станом на 31 березня 2011 року:
|          | Загалом | Допрацездатний вік | Працездатний вік | Постпрацездатний вік |
| -------- | ------- | ------------------ | ---------------- | -------------------- |
| Чоловіки | 28      | 6                  | 19               | 3                    |
| Жінки    | 27      | 7                  | 14               | 6                    |
| Разом    | 55      | 13                 | 33               | 9                    |